# Marie-Christine Umdenstock
Marie-Christine Umdenstock, née le 29 février 1964 à Sarrebourg en Allemagne de l'Ouest, est une footballeuse française. Elle évoluait au poste de défenseure. Elle a été internationale A.

## Carrière
En club, elle a joué à l'ASPTT Strasbourg, puis au F.C.F. Lyon pendant quinze ans. Elle termina sa carrière au Caluire Saint-Clair SC.
Elle a été sélectionnée 36 fois en équipe de France (seize matchs officiels et vingt matches amicaux).